# Hýlov
Hýlov je vesnice, část města Klimkovice v okrese Ostrava-město v Moravskoslezském kraji. Nachází se asi 2 km na severozápad od Klimkovic. V roce 2009 zde bylo evidováno 60 adres. V roce 2001 zde trvale žilo 106 obyvatel. V obci se nacházejí jodová Sanatoria Klimkovice.
Hýlov leží v katastrálním území Klimkovice o výměře 14,63 km2.

## Další informace

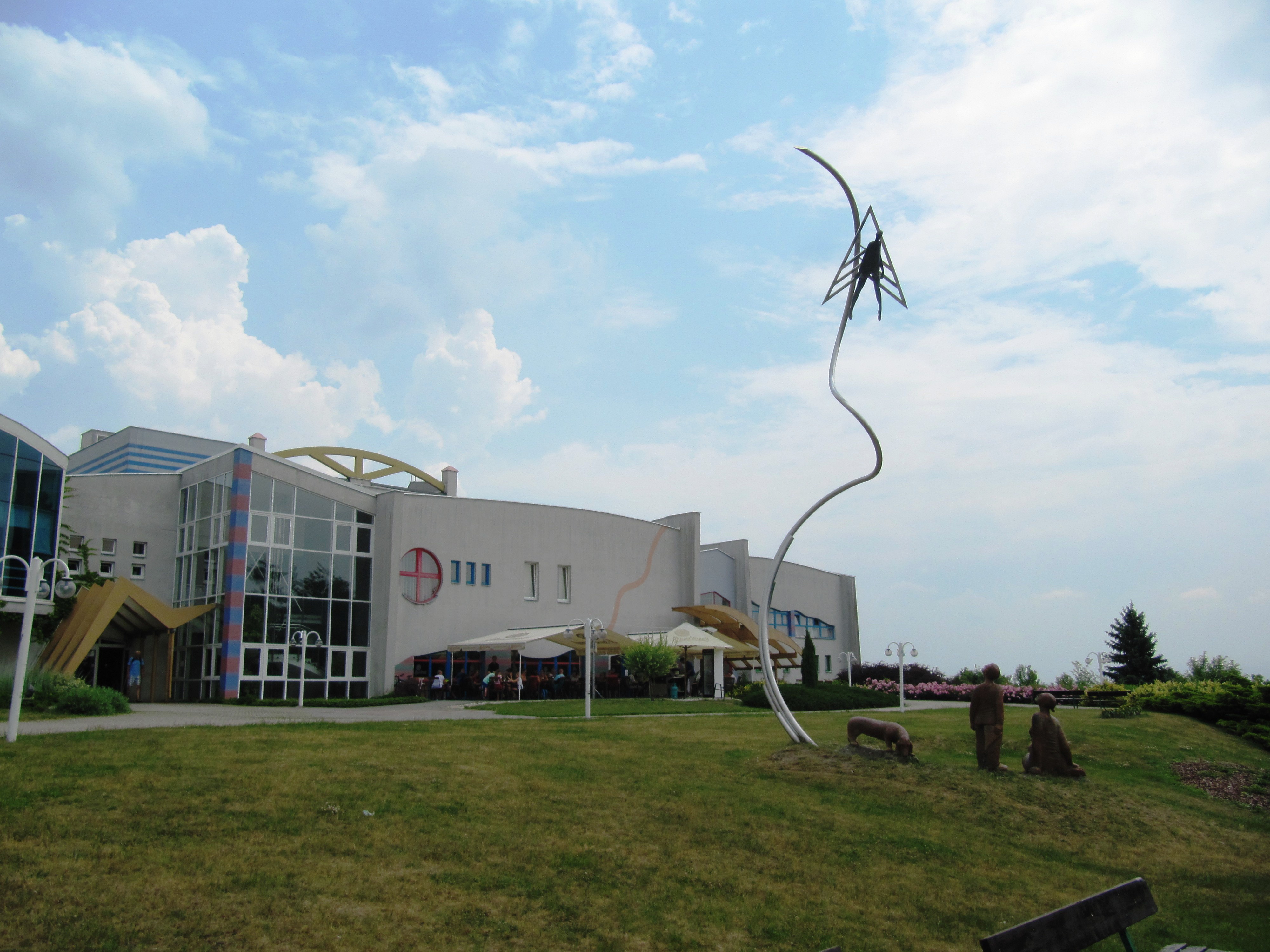
Jodová sanatoria

Poblíž se nacházejí kopce Mezihoří a Podklan a také Stará vodárna a údolí potoka Polančice.